# Karnal
Karnal är en stad i den indiska delstaten Haryana. Den är administrativ huvudort för ett distrikt med samma namn och beräknades ha cirka 380 000 invånare 2018. Nära staden stod 1739 slaget vid Karnal.